# Medhafushi (Noonu-atol)
Medhafushi is een van de onbewoonde eilanden van het Noonu-atol behorende tot de Maldiven.